# 上海戏剧学院附属戏曲学校
上海戏剧学院附属戏曲学校，又称上海市戏曲学校，是上海市的一所艺术学校，1954年创立，位于中国上海市莲花路211号，学校首任校长为京昆艺术大师俞振飞。是一所以培养戏曲表演人才为主的中等艺术学校。2001年，上海市戏曲学校被中华人民共和国教育部评为国家级重点中专。

## 历史沿革
上海市戏曲学校成立于1954年。2002年，上海市戏曲学校并入上海戏剧学院，成为上海戏剧学院附属中专，但仍保留上海市戏曲学校的名称。
2007年，上海市戏曲学校（即为上海戏剧学院附属戏曲学校）首次招收越剧表演专业本科生，为越剧史上首次。

## 专业设置
演员表演班

| - 京剧 - 昆剧 - 越剧 - 沪剧 - 淮剧 - 儿童剧 - 木偶剧 - 滑稽剧 - 评弹 - 曲艺 - 话剧、影视 | 专业班 - 戏曲音乐 - 舞台美术 - 武功师资 - 戏曲创作 - 艺术管理 |

## 著名人物
毕业于上海市戏曲学校的著名演员有昆剧演员华文漪、岳美缇、张静娴、蔡正仁，京剧演员史依弘，越剧演员史济华、刘觉、曹银娣、方亚芬、金静、华怡青、樊婷婷、章海灵、盛舒扬、吴群，影视演员张雨绮、李沁等。